# Pfleggericht Tittmoning

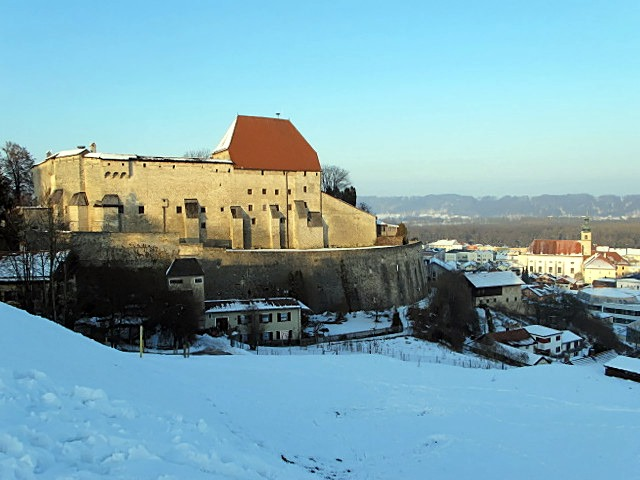
Burg und Stadt Tittmoning

Das Pfleggericht Tittmoning war eine Verwaltungseinrichtung im Erzstift Salzburg mit Sitz in Tittmoning im heutigen Landkreis Traunstein (Bayern).

## Geschichte
Ab 1234 ließ der salzburgische Erzbischof Eberhard von Regensberg den Burgberg befestigen, erhob Tittmoning zur Stadt und gewährte Handelsprivilegien. Im Jahr 1328 wurde das Erzstift Salzburg durch die Erlassung einer eigenen Landesordnung zum weitgehend unabhängigen Gebiet innerhalb des Heiligen Römischen Reiches (HRR). Tittmoning ist als salzburgische Stadt mit dem Sitz eines Pfleggerichtes gegen die bayerischen Städte Burghausen und Neuötting ausgebaut worden.
An der Spitze des Pflegamtes stand ein Pfleger, dem ein Landrichter nachgeordnet war. Wie im HRR üblich war die Trennung der Rechtsprechung von der Verwaltung nicht umgesetzt. Die Ämter waren sowohl erstinstanzliche Gerichte als auch Verwaltungs-, Polizei- und Steuerbehörden.
1803 wurde das Erzstift Salzburg in ein säkularisiertes Kurfürstentum umgewandelt, die Pfleggerichte blieben bestehen. 1805 wurde Salzburg zusammen mit Berchtesgaden dem neuen Kaisertum Österreich zugeschlagen und 1810 wieder an das Königreich Bayern angegliedert.  Im Jahr 1810 wurde das Landgericht Tittmoning, eine bayerische Verwaltungseinrichtung, geschaffen.
Der Rupertiwinkel kam 1816 mit dem Vertrag von München endgültig von Salzburg an das Königreich Bayern.